# Rullefilm
Rullefilm (også kaldet rulleskilt eller destinationsrulle) er en form for skiltning, der bruges til at vise linje og destination på busser, sporvogne og tog. Den består af et påtrykt kunststofbånd rullet omkring to vandrette tromler placeret i en kasse. Der vises typisk et linjenummer- eller bogstav og en destination ad gangen, men efter behov kan der rulles frem og tilbage.
De fleste steder er rullefilm nu erstattet af punktmatrixskilte og andre elektroniske løsninger.

## Udformning
Rullefilm er placeret på fronten af et givent transportmiddel men ofte også bagpå og på siderne og i en del tilfælde også indvendig. Der kan skiftes mellem det viste enten ved at dreje manuelt med et håndsving eller ved at trykke på knapper, der styrer en elektromotor. Ved manuelle systemer sker betjeningen ofte fra bagsiden, så til orientering kan den der drejer filmen følge hvad der vises ved hjælp af et nummer på bagsiden af rullefilmen. Ved de første elektroniske løsninger benyttedes et system med mekanisk aftastning af huller i rullefilmen, men det var ustabilt og sled. Ved yngre rullefilm benyttes i stedet optisk aftastning af huller eller stregkoder. Udover at lette arbejdet med at skifte mellem det viste, gør de elektroniske løsninger det også muligt at dreje flere rullefilm på en gang. Det kræver dog at disse er synkroniserede, så man ikke risikerer, at en dem viser noget ganske andet end de andre. I alle tilfælde vil rullefilmene normalt blive oplyst bagfra ved hjælp af en eller flere lysstofrør, idet der tidligere benyttedes glødepærer.
Afhængig af de lokale forhold kan der benyttes en enkelt rullefilm eller flere ved siden af hinanden. En enkelt rullefilm kan f.eks. have påtrykt både linjenumre og destinationer ved siden af hinanden, mens man ved to rullefilm kan have dem på hver sin, så der kan skiftes uafhængigt imellem dem. Er der mange linjenumre, vil man dog typisk benytte to til fire separate rullefilm med cifre, der så kan drejes uafhængigt af hinanden, så man ikke skal gennem adskillige linjenumre for f.eks. at ændre fra et etcifret til et trecifret linjenummer.
Den største ulempe ved rullefilm frem for de senere elektroniske løsninger er, at man ved linjeændringer må udskifte rullerne eller foretage indgreb, hvilket især hos store selskaber med mange linjer og køretøjer kan blive en kostbar affære. Elektroniske skilte kan til gengæld være dynamiske, så man kan skifte mellem to eller flere skilte, f.eks. X-by / via Y-købing, hvor man ved rullefilm typisk vil skrive sådanne ekstra oplysninger med mindre skrift under destinationen. En anden ulempe er at rullefilm kun kan vise de påtrykte ting, mens elektroniske kan tilpasses til særlige lejligheder. Endnu en ulempe er den tid, det tager at skifte destination. De destinationer, der skal skiftes ofte imellem, vil man typisk placere tæt på hinanden, men hvor det ikke er tilfældet, kan det tage tid at skifte, idet der kan være både 50 og 100 destinationer på en rulle.
En fordel frem for punktmatrixskilte og lignende er til gengæld, at rullefilm kan trykkes i flere farver, og at læsbarheden er høj uanset lysforholdene, hvor elektroniske skilte til tider kan være noget nær ulæselige på afstand, hvis solen skinner fra den gale vinkel. Derfor kombinerer enkelte trafikselskaber i f.eks. Göteborg og Freiburg im Breisgau rullefilm med farver til at vise linjenummer med punktmatrixskilte til at vise destinationen.

## Historie
I tidens løb er rullefilm blevet benyttet på både busser, trolleybusser, sporvogne, undergrundsbaner og S-tog. De fleste steder er de blevet erstattet af elektroniske løsninger som punktmatrixskilte, LED- og LCD-skilte. Enkelte steder holder man dog stadig fast i rullefilmen, som i London hvor den kommunale organisation Transport for London kræver brug af dem på busserne grundet den højere læsbarhed. Også de københavnske S-tog benytter rullefilm til at vise linjebogstaver og destinationer.
Tidligere bruges rullefilm også nogle steder til at vise destinationer på togviserskilte på stationer. Der blev de fortrængt af flapskilte, der var betydeligt hurtigere, men som nu også viger for elektroniske løsninger mange steder.
Systemet med rullefilm blev udviklet af Carl Brose, leder af det ikke længere eksisterende Carl Brose GmbH i Wuppertal. Brose gennemgik en succesfuld omstilling til punktmatrixskilte men forkert restrukturering førte til nedgang. I 2004 blev firmaet reddet fra insolvens ved at blive integreret i Funkwerk AG som Funkwerk Infosystems GmbH. Indtil 2009 fandtes under navnet Funkwerk IT Karlsfeld GmbH en afdeling i Wuppertal, der imidlertid af det år blev flyttes til Karlsfeld. I de gamle lokaler findes til gengæld FM-Infosystems GmbH, der tilbyder tjenesteydelser vedrørende produkter fra firmaerne Brose, Krüger, Infosystems etc. Rullefilm som sådan tilbydes i dag af firmaerne Giebel, Lawo, Innotron, Gorba, Mobitec og McKenna Brothers.
Mens rullefilm har mistet sin betydning for de fleste transportmidler, så bruges et tilsvarende system til gengæld ved reklamevitriner, hvor man ved hjælp af samme princip kan dreje frem og tilbage mellem flere forskellige reklamer.